# Jornal de referência

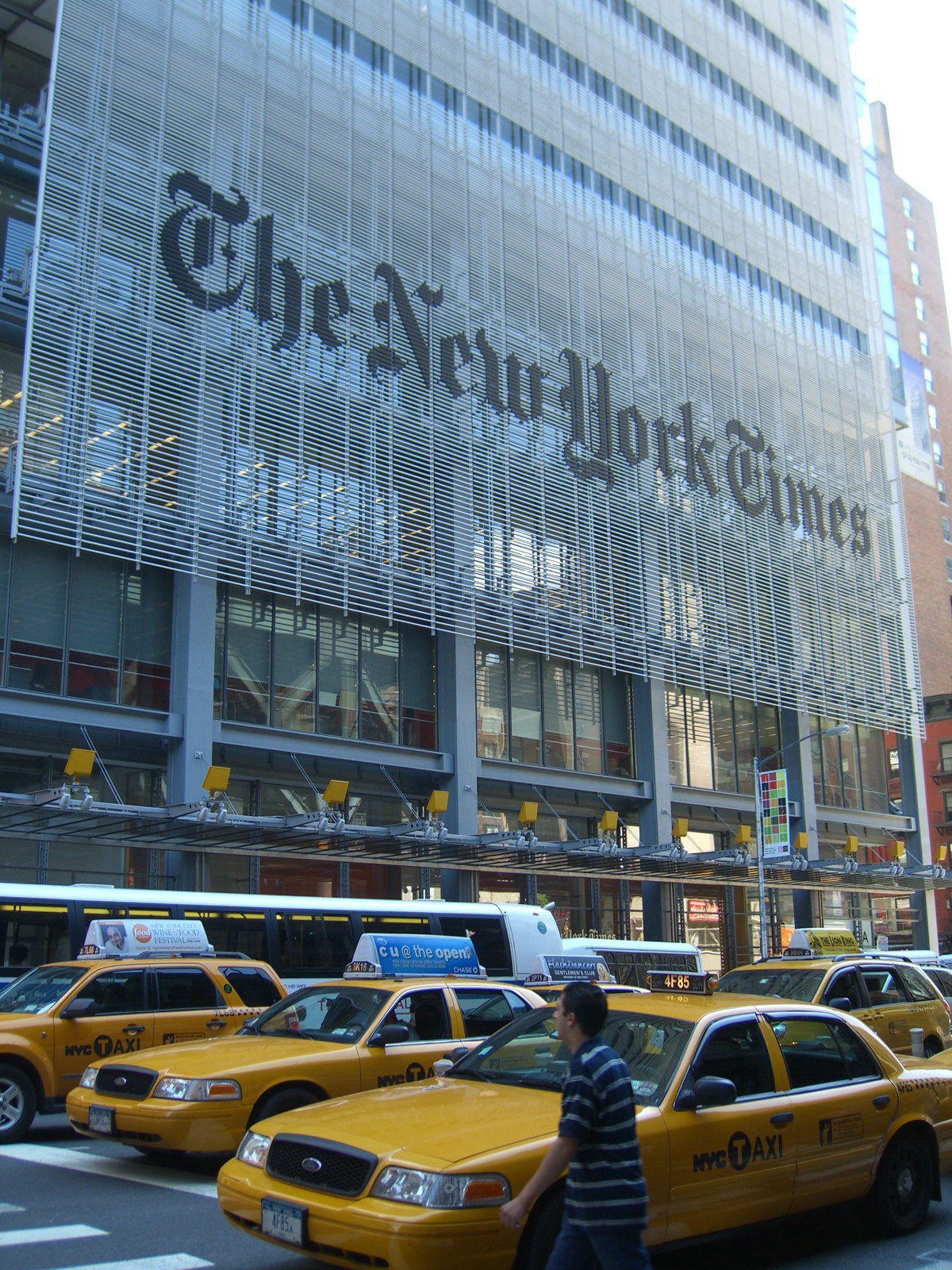
New York Times Building, em Manhattan, Nova York

Jornal de referência ou jornal de registro é um jornal consolidado com grande circulação e cujas funções editoriais e notícias são consideradas profissionais. O termo também pode ser aplicado a um jornal publicamente disponível e mantido por um governo e que, portanto, serve como um "jornal de registro público".

## Critérios

### Registro público
Um "jornal de registro público", por vezes referido como um "jornal oficial", refere-se a um jornal publicamente disponível que tenha sido autorizado por um governo a publicar editais. Muitas vezes, ele é estabelecido por lei e a publicação de anúncios, seja pelo próprio governo ou pela iniciativa privada, é geralmente considerada suficiente para cumprir com os requisitos legais de atenção do público.
Em algumas jurisdições, os jornais de propriedade privada também podem publicar editais e leis, ou ser de outra forma elegível de publicar tais avisos (termos utilizados podem incluir "jornal de grande circulação", entre outros).
Uma variação de jornais de registro público, são os jornais controlados por governos ou partidos políticos que servem como jornais oficiais, que refletem as posições de seus órgãos de controle. Órgãos estatais, como a Izvestia da era soviética e o Diário do Povo da China são exemplos deste tipo.

### Reputação
O segundo tipo de "jornal de referência" não é definido por quaisquer critérios formais e suas características podem ser variáveis. A categoria normalmente consiste em jornais que atendem aos padrões mais elevados de jornalismo que a maioria da mídia impressa, como elevada independência editorial e atenção à precisão, além de reconhecimento internacional. Apesar das mudanças na sociedade, tais jornais, historicamente, tendem a manter um tom semelhante, em termos de cobertura, estilo e tradições.